# Tinyl (cràter)
Tinyl és un cràter d'impacte en el planeta Venus de 12,8 km de diàmetre. Porta el nom d'un antropònim txuktis, i el seu nom va ser aprovat per la Unió Astronòmica Internacional el 1997.